# 67853 Івамура
67853 Івамура (67853 Iwamura) — астероїд головного поясу, відкритий 22 листопада 2000 року.
Тіссеранів параметр щодо Юпітера — 3,521.